# Cecco del Caravaggio

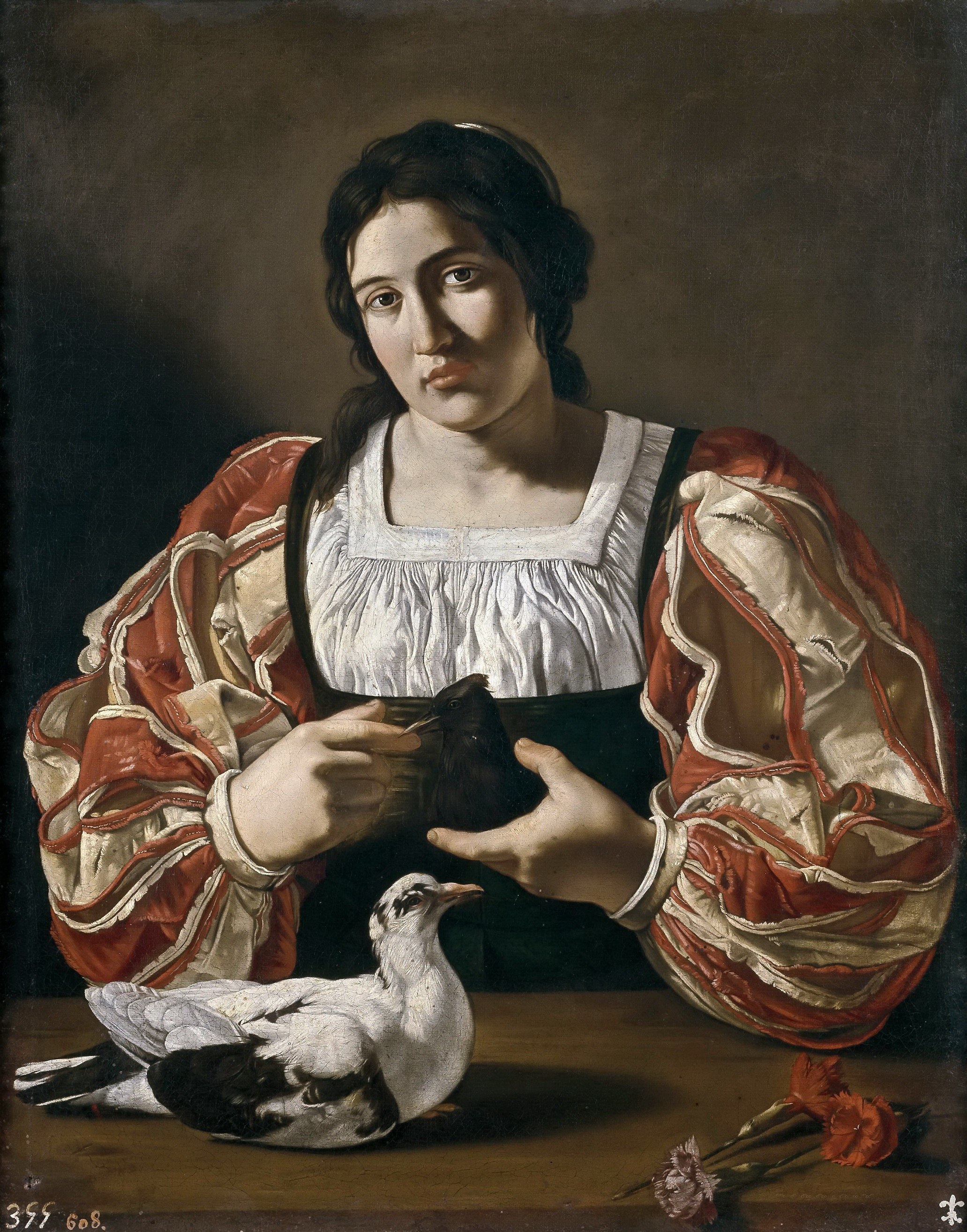
Muchacha con paloma, Museo del Prado. Esta obra estuvo antiguamente atribuida a Artemisia Gentileschi, considerándose un autorretrato. Posteriormente Gianni Papi la ha atribuido al pintor español Pedro Núñez del Valle.

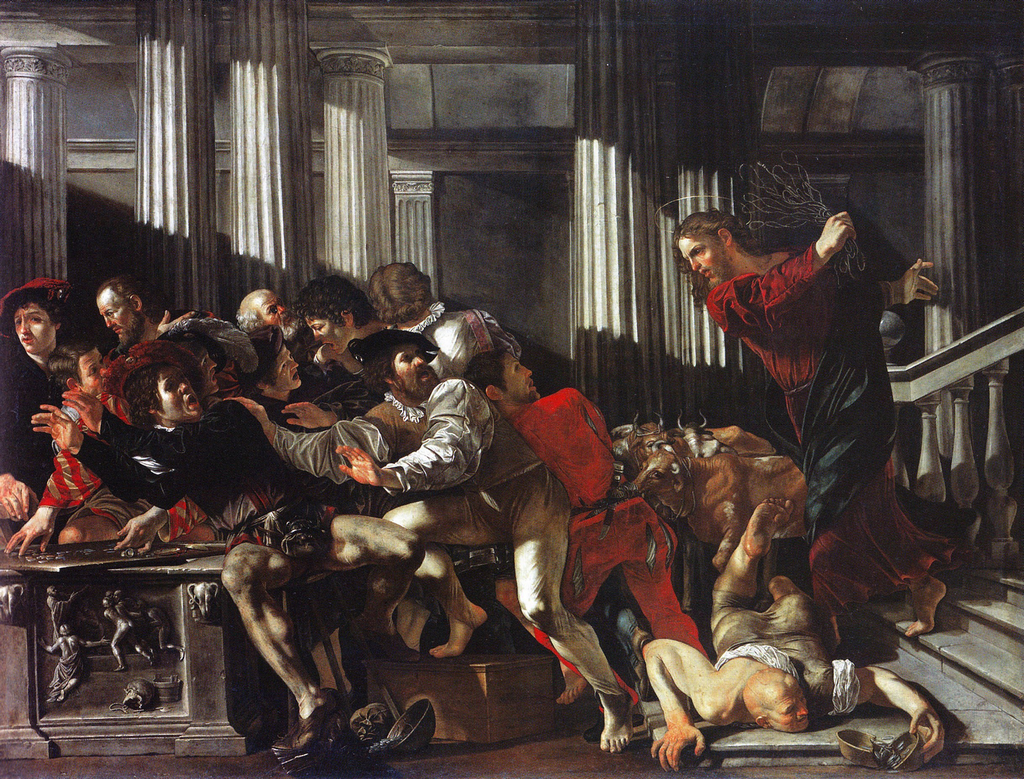
Expulsión de los mercaderes del Templo, Staatliche Museen, Berlín.

Cecco del Caravaggio (también escrito en ocasiones como Cecco da Caravaggio), cuyo nombre real fue muy probablemente Francesco Boneri o Buoneri (¿Bérgamo?, hacia 1580-activo hacia 1610-1620), fue un pintor italiano, íntimamente ligado a la biografía del gran Caravaggio.

## Datos biográficos

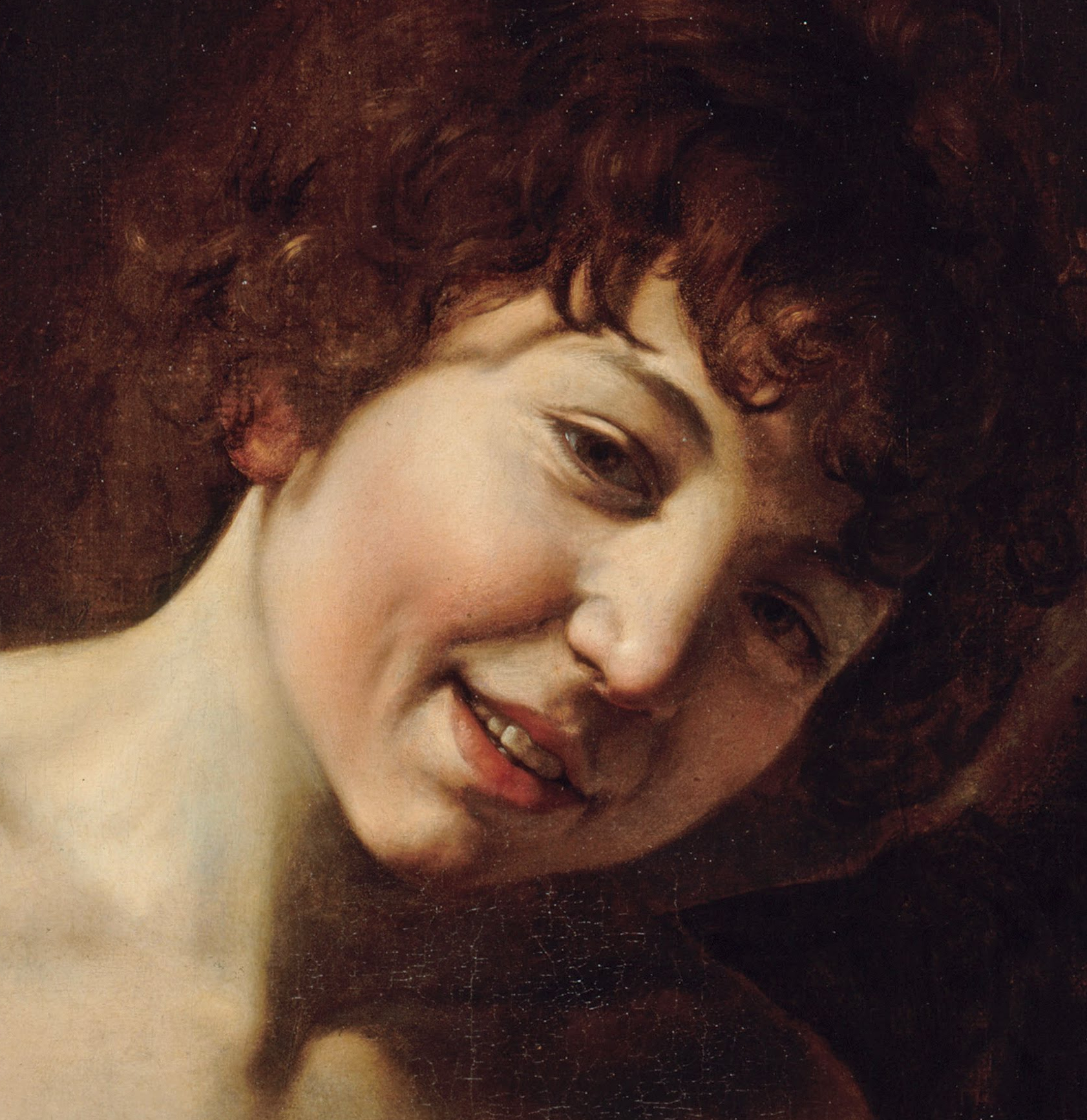
Detalle de El amor victorioso de Caravaggio, muy probablemente un retrato del joven Francesco Boneri.

Muy poco se sabe sobre Cecco. En su Considerazioni sulla Pittura (1620), Giulio Mancini menciona a un "francesco detto Cecco del Caravaggio", como uno de los seguidores más cercanos de Michelangelo Merisi da Caravaggio. Un "Cecco" es mencionando entre los artistas franceses que trabajaron con Agostino Tassi en Bagnaia hacia 1613-1615. Diversos estudiosos estarían de acuerdo con este origen francés, aunque otros le atribuirían una filiación española sobre la base de su estilo. En 2001, Gianni Papi identificó al Cecco con el artista lombardo Francesco Boneri (o Buoneri), y esta identificación es ampliamente aceptada, aunque no por todos.
Ninguna de sus obras está firmada y fechada, aunque se le han asociado una serie de pinturas de género, retratos y trabajos de temática religiosa que muestran una clara deuda con Caravaggio.
Algunos han identificado a Francesco Boneri con el joven modelo de alguna de las obras más famosas del maestro lombardo, tales como El amor victorioso y el Joven con un cordero del Museo Capitolino de Roma, basándose en testimonios de autores antiguos que mencionan la existencia de un joven ayudante de Merisi al que llaman Cecco.

## Obras
- Muchacha con paloma (Madrid, Museo del Prado)
- Fabricante de instrumentos musicales (Ashmolean Museum)
- Ángel de la guarda con los santos Úrsula y Francisco (Madrid, Museo del Prado)
- Resurrección (Chicago, Art Institute)
- Cristo expulsando a los mercaderes del Templo (Berlín, Staatliche Museen)
- Muchacho con clavel: Alegoría del Vicio (Pinakotheke, Atenas)
- Cupido en la fuente (Colección privada)